# Lingbao Tianzun

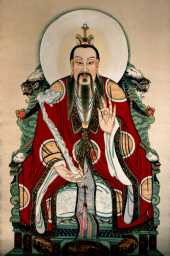
LingbaoTianzun

Lingbao Tianzun (chinois traditionnel : 靈寶天尊 ; chinois simplifié : 灵宝天尊 ; hanyu pinyin : Lingbao Tianzun ; Wade : Ling Pao T'ien Tsun ; (E.F.E.O.) : Ling Pao T'ien Tsouen ; japonais : 靈寶天尊 ; japonais rômaji : Reiki Tenzon Vénéré Céleste du Trésor Spirituel) est le deuxième membre de la grande triade suprême taoïste.
Divinité qui occupe la deuxième place dans la Triade taoïste des (三清 Sanqing) Trois Purs, peut-être la moins connue, qu'on a du mal à distinguer de la première, (元始天尊 Yuanshi Tianzun), qui est souvent confondue avec (玉皇 Yuhuang) l'Empereur de Jade, tant les deux se ressemblent.
Dans une autre version, le deuxième membre de la Triade s'appellerait (玉皇天尊 Yuhuang Tianzun) le Vénérable Céleste Auguste de Jade et serait (玉皇 Yuhuang) l'Empereur de Jade l'actuel Dieu Suprême du Panthéon taoïste. 
On peut voir là une tentative d'accaparer la paternité de (孔夫子 Konfuzi) Confucius par les Taoïstes, mais rien n'est moins sûr.
(靈寶天尊 Lingbao Tianzun) figure toujours à la seconde place, c'est lui qui règne sur le second des 3 Cieux, le (上清 Shangqing) (Ciel de) Haute Pureté, sur la troisième catégorie d’Immortels, (真人 Zhenren) les Héros ou Vrais Hommes, qui sont : les Rois vassaux, les Ducs, les Marquis ou Fonctionnaires de la Cour Céleste.

## Attributs
Il porte divers noms et est représenté par différentes formes : (靈寶天尊 Lingbao Tianzun) Vénéré Céleste du Trésor Spirituel ou  (道珺 Daojun) Prince de la Voie ; (太上大道君 Taishang Dadaojun) Prince de la Grande Voie de la Hauteur Suprême ou (上清大帝 Shangqing Dadi) Grand Dieu de la Haute Pureté ou Grand Dieu du Shangqing (nom du Deuxième des Trois Grands Cieux, dont il est le maître) ;  mais seuls les vêtements changent ou les ornements, mais dans l'ensemble, tout comme un Empereur de la terre il est représenté assis sur un trône, couronné et vêtu comme un monarque ; il peut lui arriver de faire des gestes avec les mains (印 yin) (mûdra) comme dans le bouddhisme, à ce moment-là, il esquisse le geste de l'enseignement (諳慰印 anwei yin) (vitarkâmudrâ) ou de l'apaisement de la main gauche (variante avec le majeur touchant le pouce) et de la droite, l'offrande, le don de soi (願印 shiyuan yin) (varadâmudrâ) ou alors il tient le sceptre qui exauce les souhaits en forme de champignon. Lingbao Tianzun correspondrait à (洞玄 dongxuan) la Section Mystérieuse de la Caverne du Canon taoïste, à l'élément central qui compose l'élixir de longévité et à l'élément 氣 Qi, le Souffle ou l'Air.